# Raymond A. Spruance
Raymond Ames Spruance (3. juli 1886 – 13. december 1969) var en amerikansk admiral i den amerikanske flåde. Han stod i spidsen for amerikanske styrker under flere vigtige slag under 2. verdenskrig, bl.a. Slaget om Midway. Efter krigen blev han amerikansk ambassadør i Filippinerne. 
Han fik sin eksamen i 1906 fra U.S. Naval Academy og havde frem til 2. verdenskrig en lang række forskellige positioner i den amerikanske flåde. I de første måneder af krigen stod han i spidsen for en division af krydsere. Kort før slaget om Midway blev han gjort til chef for Task Force 16, og dermed bl.a. 2 hangarskibe, som skulle spille en vigtig rolle under slaget. Slaget blev en stor succes og Spruance blev efterfølgende stabschef for flåden i Stillehavet og stod i spidsen for United States 5th Fleet, hvilket betød at han var leder under bland andet indtagelsen af Iwo Jima og Okinawa. Sidst i 1945 blev han chef for flåden i Stillehavet efter Chester Nimitz. Han var egentlig indstillet til at blive Fleet Admiral, men på grund af modstand fra Carl Vinson blev han ikke forfremmet. Til gengæld vedtog USAs Kongres en lov der betød at han ville få livslang løn som admiral.
Spruance trak sig tilbage fra flåde i 1948. I perioden 1952 til 1955 var han amerikansk ambassadør til Filippinerne. Han døde i 1969 og ligger begravet på Golden Gate National Cemetery ved siden af Chester Nimitz.